# نیروگاه بادی آرارات
نیروگاه بادی آرارات (انگلیسی: Ararat Wind Farm) یک نیروگاه بادی در غرب ایالت ویکتوریا، استرالیا است. این نیروگاه به فاصله تقریبی ۱۸۰ کیلومتر از سمت شمال‌غربی شهر ملبورن واقع شده‌است. نیروگاه به‌طور رسمی در روز ۲۷ ژوئن ۲۰۱۷ افتتاح شد و با ظرفیت تولید برق ۲۴۰ مگاوات که توسط ۷۵ توربین انجام می‌گرفت، در آن زمان سومین نیروگاه بادی بزرگ استرالیا بود.
توربین‌های بادی نیروگاه از برند جنرال الکتریک بوده که ظرفیت نامی توربین ۳٫۲ مگاوات، بلندی هاب ۸۵ متر، قطر چرخانه ۱۰۳ متر و بیشترین ارتفاع ۱۳۵ متر است.